# BAFTA (премия, 1989)
42-я церемония вручения наград премии BAFTA

1989
Лучший фильм: 

Последний император 

The Last Emperor
Лучший неанглоязычный фильм: 

Пир Бабетты 

Babettes gæstebud
< 41-я Церемонии вручения 43-я >
42-я церемония вручения наград премии BAFTA, учреждённой Британской академией кино и телевизионных искусств, за заслуги в области кинематографа за 1988 год состоялась в Лондоне в 1989 году.

## Полный список победителей и номинантов
| Победители выделены отдельным цветом. |

### Основные категории
| Категории                         | Победитель и номинанты                                           |
| --------------------------------- | ---------------------------------------------------------------- |
| Лучший фильм                      | • «Последний император» — Джереми Томас, Бернардо Бертолуччи     |
| Лучший фильм                      | • «До свидания, дети» — Луи Маль                                 |
| Лучший фильм                      | • «Пир Бабетты» — Бо Кристенсен, Юст Бетцер                      |
| Лучший фильм                      | • «Рыбка по имени Ванда» — Чарльз Крайтон, Майкл Шемберг         |
| Лучший неанглоязычный фильм       | • «Пир Бабетты» (режиссёр — Габриэль Аксель; Дания)              |
| Лучший неанглоязычный фильм       | • «До свидания, дети» (режиссёр — Луи Маль; Франция)             |
| Лучший неанглоязычный фильм       | • «Очи чёрные» (режиссёр — Никита Михалков; СССР, Италия)        |
| Лучший неанглоязычный фильм       | • «Небо над Берлином» (режиссёр — Вим Вендерс; ФРГ, Франция)     |
| Лучшая режиссёрская работа        | • Луи Маль — «До свидания, дети»                                 |
| Лучшая режиссёрская работа        | • Чарльз Крайтон — «Рыбка по имени Ванда»                        |
| Лучшая режиссёрская работа        | • Габриэль Аксель — «Пир Бабетты»                                |
| Лучшая режиссёрская работа        | • Бернардо Бертолуччи — «Последний император»                    |
| Лучшая мужская роль               | • Джон Клиз — «Рыбка по имени Ванда»                             |
| Лучшая мужская роль               | • Кевин Клайн — «Рыбка по имени Ванда»                           |
| Лучшая мужская роль               | • Майкл Дуглас — «Роковое влечение»                              |
| Лучшая мужская роль               | • Робин Уильямс — «Доброе утро, Вьетнам»                         |
| Лучшая женская роль               | • Мэгги Смит — «Одинокая страсть Джудит Хирн»                    |
| Лучшая женская роль               | • Шер — «Власть луны»                                            |
| Лучшая женская роль               | • Стефан Одран — «Пир Бабетты»                                   |
| Лучшая женская роль               | • Джейми Ли Кёртис — «Рыбка по имени Ванда»                      |
| Лучшая мужская роль второго плана | • Майкл Пейлин — «Рыбка по имени Ванда»                          |
| Лучшая мужская роль второго плана | • Джосс Экленд — «Белое зло»                                     |
| Лучшая мужская роль второго плана | • Дэвид Суше — «Разделённый мир»                                 |
| Лучшая мужская роль второго плана | • Питер О’Тул — «Последний император»                            |
| Лучшая женская роль второго плана | • Олимпия Дукакис — «Власть луны»                                |
| Лучшая женская роль второго плана | • Джуди Денч — «Пригоршня праха»                                 |
| Лучшая женская роль второго плана | • Энн Арчер — «Роковое влечение»                                 |
| Лучшая женская роль второго плана | • Мария Айткин — «Рыбка по имени Ванда»                          |
| Лучший адаптированный сценарий    | • «Невыносимая лёгкость бытия» — Жан-Клод Каррьер, Филип Кауфман |
| Лучший адаптированный сценарий    | • «Пир Бабетты» — Габриэль Аксель                                |
| Лучший адаптированный сценарий    | • «Империя солнца» — Том Стоппард                                |
| Лучший адаптированный сценарий    | • «Кто подставил кролика Роджера» — Джеффри Прайс, Питер Симан   |
| Лучший оригинальный сценарий      | • «Разделённый мир» — Шон Слово                                  |
| Лучший оригинальный сценарий      | • «До свидания, дети» — Луи Маль                                 |
| Лучший оригинальный сценарий      | • «Власть луны» — Джон Патрик Шэнли                              |
| Лучший оригинальный сценарий      | • «Рыбка по имени Ванда» — Джон Клиз                             |

### Другие категории
| Категории                                                          | Победитель и номинанты                                                       |
| ------------------------------------------------------------------ | ---------------------------------------------------------------------------- |
| Лучшая музыка к фильму                                             | • «Империя солнца» — Джон Уильямс                                            |
| Лучшая музыка к фильму                                             | • «Птица» — Ленни Нихаус                                                     |
| Лучшая музыка к фильму                                             | • «Власть луны» — Дик Хаймен                                                 |
| Лучшая музыка к фильму                                             | • «Последний император» — Рюити Сакамото, Дэвид Бирн, Цун Су                 |
| Лучшая операторская работа                                         | • «Империя солнца» — Аллен Давио                                             |
| Лучшая операторская работа                                         | • «Пир Бабетты» — Хеннинг Кристиансен                                        |
| Лучшая операторская работа                                         | • «Последний император» — Витторио Стораро                                   |
| Лучшая операторская работа                                         | • «Кто подставил кролика Роджера» — Дин Канди                                |
| Лучшие визуальные эффекты                                          | • «Кто подставил кролика Роджера» — Кен Ралстон, Ричард Уильямс и другие…    |
| Лучшие визуальные эффекты                                          | • «Битлджюс» — Питер Каран, Алан Манро и другие…                             |
| Лучшие визуальные эффекты                                          | • «Робот-полицейский» — Роб Боттин, Фил Типпетт и другие…                    |
| Лучшие визуальные эффекты                                          | • «Последний император» — Джино Де Росси, Фабрицио Мартинелли                |
| Лучший грим                                                        | • «Последний император» — Фабрицио Сфорца                                    |
| Лучший грим                                                        | • «Пригоршня праха» — Салли Саттон                                           |
| Лучший грим                                                        | • «Робот-полицейский» — Карла Палмер                                         |
| Лучший грим                                                        | • «Битлджюс» — Ве Нилл, Стив ЛаПорт, Роберт Шорт                             |
| Лучший дизайн костюмов                                             | • «Последний император» — Джеймс Эчесон                                      |
| Лучший дизайн костюмов                                             | • «Портниха» — Джуди Муркрофт                                                |
| Лучший дизайн костюмов                                             | • «Белое зло» — Марит Аллен                                                  |
| Лучший дизайн костюмов                                             | • «Империя солнца» — Боб Рингвуд                                             |
| Лучшая работа художника-постановщика                               | • «Такер: человек и его мечта» — Дин Тавуларис                               |
| Лучшая работа художника-постановщика                               | • «Империя солнца» — Норман Рейнолдс                                         |
| Лучшая работа художника-постановщика                               | • «Последний император» — Фердинандо Скарфьотти                              |
| Лучшая работа художника-постановщика                               | • «Кто подставил кролика Роджера» — Эллиотт Скотт                            |
| Лучший монтаж                                                      | • «Роковое влечение» — Майкл Кан, Питер Бергер                               |
| Лучший монтаж                                                      | • «Рыбка по имени Ванда» — Джон Джимпсон                                     |
| Лучший монтаж                                                      | • «Последний император» — Габриэлла Кристиани                                |
| Лучший монтаж                                                      | • «Кто подставил кролика Роджера» — Артур Шмидт                              |
| Лучший звук                                                        | • «Империя солнца» — Чарльз Л. Кэмпбелл, Лу Эдманн, Роберт Кнудсон и другие… |
| Лучший звук                                                        | • «Птица» — Алан Роберт Мюррей, Роберт Хендерсон и другие…                   |
| Лучший звук                                                        | • «Последний император» — Айван Шаррок, Билл Роу и другие…                   |
| Лучший звук                                                        | • «Доброе утро, Вьетнам» — Билл Филлипс, Клайв Уинтер и другие…              |
| Лучший короткометражный фильм                                      | • «Защитник Седов» — Евгений Цымбал                                          |
| Лучший короткометражный фильм                                      | • Cane Toads: An Unnatural History — Марк Льюис                              |
| Лучший короткометражный фильм                                      | • The Unkindest Cut — Джим Шилдс                                             |
| Лучший короткометражный фильм                                      | • Water’s Edge — Сури Кришнамма                                              |
| Michael Balcon Award за вклад в развитие британского кинематографа | • Чарльз Крайтон — режиссёр, монтажёр                                        |
| BAFTA Academy Fellowship Award                                     | • Алек Гиннесс — актёр                                                       |